# Bouillé-Loretz
Bouillé-Loretz [buje lɔʁɛ] est une ancienne commune du centre-ouest de la France située dans le département des Deux-Sèvres en région Nouvelle-Aquitaine.
Ses habitants sont appelés les Bouillavins et les Bouillavines.
Le 1er janvier 2019, elle a fusionné avec Argenton-l'Église pour constituer la commune nouvelle de Loretz-d'Argenton. 

## Géographie

### Localisation
La commune de Bouillé-Loretz est située au nord-est du département des Deux-Sèvres en limite du Maine-et-Loire, à une quinzaine de kilomètres de Thouars, de Montreuil-Bellay et de Doué-la-Fontaine ainsi qu'à une trentaine de Bressuire et de Saumur.

### Géologie et relief
D'après la carte géologique de Montreuil-Bellay à l'échelle 1/50000 accessible sur le site du BRGM, on peut définir les différents affleurements présents dans la commune.
Bouillé-Loretz se situe à l'extrémité sud-est du groupe des Mauges qui s'étend jusqu'à Nantes. Ces terrains affleurent dans la partie ouest de la commune allant du Bourg au hameau du Grelon et du hameau de Ferrière à celui du Petit Ursay. Ce sont des formations métamorphiques du socle précambrien (antérieur à 542 millions d'années ou Ma) caractérisées par la présence de métagrauwackes, de micaschistes quartzeux et de micaschistes pélitiques, qui représentent ici le faciès dominant. Les micaschistes pélitiques sont peu massifs car ils sont intensément schistosés (feuilletés), ont une teinte marron-beige ou grise voire argentée et présentent fréquemment des lentilles quartzeuses. Lors d'un forage de 49 mètres situé rue Paul Cézanne, le BRGM a pu établir une épaisseur de six mètres de sable grossier et une épaisseur d'au moins 43 mètres de micaschistes bleutés. 
L'altération de ce type de roche est souvent très poussée ce qui confère au terrain des propriétés argileuses.
Dans la partie nord et nord-est, on peut observer la présence de roches sédimentaires du crétacé supérieur cénomanien (-99,6 Ma et -93,5 Ma). Elles reposent sur les micaschistes précambriens altérés du groupe des Mauges et sont constituées par une accumulation d'un nombre important de cailloutis (fragments de quartz peu usés, témoignant d'un façonnement fluviatile de courte durée), de sables grossiers et de graviers très hétérométriques. On peut retrouver, dans la forêt de Brignon, une ancienne carrière montre sur 7 à 8 m des sables grossiers avec fragments de quartz peu ou pas usés.
Dans la partie sud-est, on peut remarquer la présence d'une zone alluvionnaire datant de l'ère quaternaire qui se situe entre la vallée de l'Argenton et celle du Thouet à la hauteur d'Argenton-l'Église. Elle est constituée principalement de graviers, sable à bloc et d'alluvions fins (sable et limon). On peut également remarquer la présence de nombreuses colluvions de fond de vallée au niveau des petits rus serpentant dans la commune.
Enfin, on peut signaler l'existence d'un massif sub-circulaire plurikilométrique intrusif dans les schistes précambriens de microgranodiorite grise à biotite (âge 521 ±7 Ma) autour de la Mouclerie.

### Hydrographie
Bouillé-Loretz est arrosé par l'Argenton, un affluent du Thouet. Elle coule du sud-est vers le nord-est et constitue la limite avec la commune d'Argenton-l'Église.
La commune présente deux types de nappes souterraines :
- Dans le quart sud-ouest jusqu'au bourg, il existe un système aquifère[3] constitué par des terrains métamorphiques dans lesquels l'eau s'infiltre par porosité fissurale.

Schématiquement (de haut en bas), cet aquifère peut être décomposé en
trois entités :
- une couche d’argiles, plus ou moins épaisse suivant les endroits et constituant un niveau imperméable,
- un niveau de schistes altérés,
- le socle composé de schistes sains, au niveau duquel sont localisées les principales arrivées d’eau.
- Dans le reste du territoire, il existe un domaine hydrogéologique[4] avec nappes localisées dans les altérites de micaschistes, dans les sables cénomaniens et dans les alluvions du Thouet et de l’Argenton. La partie inférieure des roches du cénomanien, qui est sableuse et sablo-argileuse, forme le magasin de la nappe dont la valeur moyenne de porosité efficace est de 1 %. Il s'agit d'une nappe libre qui devient localement captive sous les marnes notamment dans la région du Puy-Notre-Dame. Dans les vallées du Thouet et de l'Argenton à l'aval de Taizon et Bouillé-Loretz jusqu'à Montreuil-Bellay, les alluvions font office d'aquifère de transit entre la nappe libre du Cénomanien et la rivière.

Peu d'ouvrages d'exploitation s'adressent à cet aquifère ; cependant, compte tenu de la similitude des faciès et des épaisseurs par rapport aux secteurs exploités hors de ce territoire on peut admettre les caractéristiques suivantes :
- transmissivité moyenne = 1.10–4 m2/s ;
- productivité des ouvrages = 1 à 4 m/h/m ;
- hydrochimie : les eaux du Cénomanien sont en général dures, un peu alcalines, de faciès hydrochimique calcaire, bicarbonaté et magnésien. Elles présentent des teneurs en fer parfois supérieures aux normes de potabilité ;
- la qualité bactériologique de ces eaux est en général bonne.

### Climat
Le climat du département des Deux-Sèvres  est de type océanique doux. La faiblesse des altitudes n’entraîne pas de grandes modifications climatiques au sein du département.
Le Thouarsais a un climat plus sec que le reste du département avec 600 mm de précipitation par an. La température moyenne annuelle oscille autour de 11 °C et l’insolation avoisine les 1850 heures par an.

## Histoire

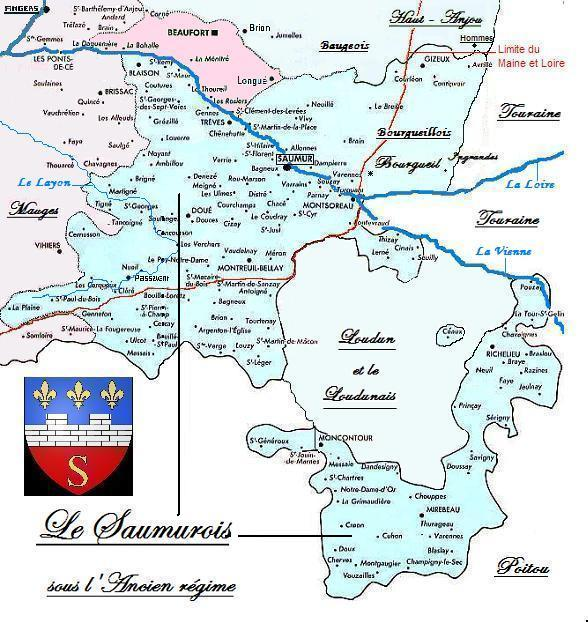
Localisation de Bouillé-Loretz dans la sénéchaussée de Saumur sous l'Ancien régime. (Cliquez pour agrandir).

La mention de Bouillé-Loretz est assez ancienne et montre une certaine évolution. Elle apparaît :
- tout d'abord en 1227 dans le cartulaire de Chambon sous le terme de Bollei Lorez ;
- en 1300 sous le terme de Boylle-Loherez (grand-Gauthier) ;
- en 1440 sous le terme de Bouillé-Loeraz (archives V. H. 308) ;
- en 1527 sous le terme de Saint-Pierre de Bouillé-Louretz ;
- en 1585 sous le terme de Bouillé-Loretz ;
- le terme de Bouillé-Loray apparaît en haute justice concédée le 17 décembre 1649, relevant de Thouars, fief de la vicomté de Thouars.

Durant l’Ancien Régime, la paroisse de Bouillé-Loretz appartenait aux Marches Communes d'Anjou et du Poitou, elle était donc rattachée à la fois à la baronnie de Montreuil-Bellay et à la vicomté de Thouars. Elle dépendait de la sénéchaussée de Saumur et de l'évêché de Poitiers.
En 1750, il y avait 250 âmes (cartulaire alph. de Poitiers - Hist. de Thouars).
Lors de la Révolution française, la commune est rattachée au département des Deux-Sèvres en 1790.
Sur le site des archives départementales des Deux-Sèvres, on peut consulter le cadastre napoléonien datant de 1814 qui délimite les parcelles de l'époque et l'emplacement des habitations dans les différents villages.
Le 7 décembre 1870 le ballon monté Armée-de-Bretagne  s'envole de la gare du Nord à Paris alors assiégé par les Prussiens et termine sa course à Bouillé-Loretz après avoir parcouru 355 kilomètres.
Capitale viticole des Deux-Sèvres, spécialisée en vins AOC "Anjou" : blanc, rosés d'Anjou et rosés de Loire, cabernets et rouges d'Anjou.
Le 1er janvier 2019, elle fusionne avec Argenton-l'Église pour constituer la commune nouvelle de Loretz-d'Argenton.

## Politique et administration
| Période      | Période  | Identité        | Étiquette | Qualité           |
| ------------ | -------- | --------------- | --------- | ----------------- |
| janvier 2019 | En cours | Pierre Sauvetre | DVG       | cadre de la Poste |

| Période        | Période               | Identité                                   | Étiquette | Qualité                          |
| -------------- | --------------------- | ------------------------------------------ | --------- | -------------------------------- |
| avril 1800     | septembre 1800        | René Maillot                               |           | maire provisoire                 |
| septembre 1800 | mars 1805             | Alexandre Durosel                          |           | propriétaire                     |
| mars 1805      | mars 1808             | Charles-Hilaire de la Rivière              |           | propriétaire                     |
| mars 1808      | décembre 1818         | Jacques François Marie de la Rivière Bueit |           | propriétaire                     |
| janvier 1819   | octobre 1821          | Étienne Pierre Fournée                     |           | notaire                          |
| octobre 1821   | mars 1824             | Alexandre César François Durosel           |           | propriétaire                     |
| mars 1824      | août 1825             | Jacques François Marie de la Rivière Bueit |           | propriétaire                     |
| août 1825      | août 1834 (décès)     | Étienne Pierre Fournée                     |           | notaire                          |
| août 1834      | avril 1835            | Nicolas Marie Bridier                      |           | adjoint officier de l'état civil |
| avril 1835     | septembre 1843        | André Girard                               |           | propriétaire                     |
| septembre 1843 | août 1846 (démission) | Jean-Louis Fosseux                         |           | cultivateur                      |
| août 1846      | décembre 1846         | Pierre Basile Fournée                      |           | maire provisoire (notaire)       |
| décembre 1846  | septembre 1848        | Joseph-Urbain Ecot                         |           | maire provisoire                 |
| septembre 1848 | novembre 1865 (décès) | Joseph-Urbain Ecot                         |           | propriétaire                     |
| novembre 1865  | janvier 1866          | René Protteau                              |           | maire par délégation             |
| janvier 1866   |                       | Jacques Dumain                             |           | notaire                          |
| octobre 1947   | mars 1989             | Louis Protteau                             | FGDS      | propriétaire-viticulteur         |
| mars 1989      | mars 1995             | Pierre Lacroix                             |           | viticulteur                      |
| mars 1995      | février 2002          | Yves Fièvre                                |           |                                  |
| février 2002   | mars 2008             | Pierre Sauvetre                            | DVG       | cadre de la Poste                |
| mars 2008      | mars 2014             | Jacques Benoît                             |           | retraité                         |
| mars 2014      | décembre 2018         | Pierre Sauvetre                            | DVG       | cadre de la Poste                |

## Démographie
À partir du XXIe siècle, les recensements réels des communes de moins de 10 000 habitants ont lieu tous les cinq ans. Pour Bouillé-Loretz, cela correspond à 2008, 2013, 2018, etc. Les autres dates de « recensements » (2006, 2009, etc.) sont des estimations légales.
| 1793  | 1800  | 1806  | 1821  | 1831  | 1836  | 1841  | 1846  | 1851  |
| ----- | ----- | ----- | ----- | ----- | ----- | ----- | ----- | ----- |
| 1 038 | 1 071 | 1 027 | 1 052 | 1 088 | 1 110 | 1 080 | 1 125 | 1 142 |

| 1856  | 1861  | 1866  | 1872  | 1876  | 1881  | 1886  | 1891  | 1896  |
| ----- | ----- | ----- | ----- | ----- | ----- | ----- | ----- | ----- |
| 1 192 | 1 218 | 1 216 | 1 162 | 1 178 | 1 219 | 1 198 | 1 190 | 1 204 |

| 1901  | 1906  | 1911  | 1921  | 1926  | 1931  | 1936  | 1946  | 1954  |
| ----- | ----- | ----- | ----- | ----- | ----- | ----- | ----- | ----- |
| 1 216 | 1 276 | 1 269 | 1 198 | 1 177 | 1 183 | 1 147 | 1 169 | 1 222 |

| 1962  | 1968  | 1975  | 1982  | 1990  | 1999  | 2006  | 2008  | 2013  |
| ----- | ----- | ----- | ----- | ----- | ----- | ----- | ----- | ----- |
| 1 421 | 1 401 | 1 355 | 1 275 | 1 130 | 1 060 | 1 051 | 1 048 | 1 062 |

| 2016  | - | - | - | - | - | - | - | - |
| ----- | - | - | - | - | - | - | - | - |
| 1 044 | - | - | - | - | - | - | - | - |

## Économie
L'historique du budget principal de la commune est accessible sur le site du ministère des Finances à partir de l'an 2000.
Les bénéficiaires des aides de la politique agricole commune ainsi que les montants correspondants sont publiés sur le site du ministère de l'agriculture.

### Activités
Commune à forte activité agricole, elle se distingue notamment des autres communes du département par son vin. Ses vignobles font partie de la zone d'AOC Anjou.
Présence d'une activité industrielle et de services :
- Dans le secteur du bâtiment : Alta constructions entreprise qui réalise des pièces en béton pour réaliser des abris de jardin et des garages. Produits portant la marque "Doizon constructions".
- G.Martin : une entreprise de fabrication de menuiserie et fermetures en PVC, aluminium et bois.
- Une entreprise de transport par cars : les voyages Rousselot, dont l'activité repose essentiellement sur le transport scolaire d'élèves.

### Importance historique la famille Doizon sur le tissu industriel communal
Le pôle industriel familial "Doizon constructions", d'abord créé par Henri Doizon a compté jusqu'à 450 salariés à Bouillé-Loretz, faisant de Doizon un leader national de ce secteur (préfabrication de produits béton). La mécanisation des années 1970 et 1980 a contribué à faire fortement chuter le nombre d'emplois liés à cette activité. Parallèlement, le rapprochement des deux leaders nationaux Doizon (famille Doizon / Mingret) et Guillemin au cours des années 1990 a complètement transformé l'activité, ne représentant aujourd'hui plus qu'une cinquantaine d'emplois dans l'ensemble du groupe Alta, qui regroupe les deux marques.
La famille Doizon, en la personne de Dominique Mingret, reste présente au niveau industriel à Bouillé-Loretz, puisque M. Mingret dirigeait depuis 1988 l'entreprise G.Martin (voir ci-dessous), entreprise actuellement dirigée par Pierre-François Mingret.

## Équipements et services

### Enseignement
La commune possède :
- une école primaire et maternelle : le groupe scolaire Marcel-Pagnol
- un collège public, classé en REP: Molière.

### Équipement
- Une bibliothèque
- Une salle omnisports
- Un terrain de football
- Une salle des fêtes
- Un centre d'incendie et de secours
- la salle Saint-Vincent
- L'Albote
- La Maison Pour Tous

### Sports
La commune est équipée d'une salle omnisports et d'un terrain de football.

### Commerces et services de proximité
- une épicerie
- un salon de coiffure
- une bibliothèque
- un bar/restaurant

### Entreprises et Artisans de la commune
La commune possède :
- une société de voyages en car
- un  garage
- une société de travaux publics
- une société plomberie, chauffage, électricité
- une société Pose menuiserie, cloisons sèches, Travaux divers neufs et rénovations
- une société de peinture, ravalement et revêtements sols et murs

### Viticulteur
Sept viticulteurs sont implantés à Bouille-Loretz

### Hébergements, Gites
- Chambre d'hôtes Jarles
- Chambre d'hôtes Chantemerle
- Gites Ferrières

## Vie locale

### Cultes
La paroisse catholique dépend de l'archidiocèse de Poitiers.

### Animations
- Moule frites + un feu d'artifice au 14-Juillet

## Lieux et monuments
- Église Saint-Pierre-ès-Liens du XIIIe modifiée au XVe, XVIIe, XVIIIe et XIXe.
- Oratoire dédié à Notre-Dame-de-Lourdes, érigé en 1956 en ex-voto.
- Chapelle de Beaumont.
- Château de Ferrières (ancienne abbaye).
- Musée des métiers du vigneron, Maison des Vins.
- Le Presbytère.
- Le moulin des Roches.
- L'ancienne gare.
- Lavoir de Bréchanteau.
- Lavoir de La Source.